# Biguembia cocum
Biguembia cocum är en insektsart som beskrevs av Szumik 1998. Biguembia cocum ingår i släktet Biguembia och familjen Archembiidae. Inga underarter finns listade i Catalogue of Life.